# Dußlingen
Dußlingen [ˈdʊslɪŋən] ist eine Gemeinde im Landkreis Tübingen, etwa zehn Kilometer südlich von Tübingen im Steinlachtal gelegen. Sie gehört zur Region Neckar-Alb und zur Randzone der europäischen Metropolregion Stuttgart.

## Geographie

### Geographische Lage
Die Gemeinde liegt im Steinlachtal zwischen der Schwäbischen Alb und dem Landschaftsschutzgebiet Rammert südlich von Tübingen. Durch die Dußlinger Gemarkung fließen die Steinlach und die Wiesaz.
Wichtige Städte um Dußlingen: Mössingen (5 km), Tübingen (10 km), Reutlingen (15 km), Hechingen (15 km), Rottenburg am Neckar (20 km), Balingen (30 km), Stuttgart (45 km).

### Nachbargemeinden
|                      | Tübingen                                    |            |
| Rottenburg am Neckar | Kompassrose, die auf Nachbargemeinden zeigt | Gomaringen |
| Ofterdingen          |                                             | Nehren     |

Alle Städte und Gemeinden befinden sich im Landkreis Tübingen.

### Gemeindegliederung
Zur Gemeinde Dußlingen gehören das Dorf Dußlingen, der Weiler Pulvermühle und das Gehöft Wiesazsägmühle.
Im Gemeindegebiet liegt die Wüstung Ferlinsweiler im Westen der Gemeinde (Flurname Fehrlesweiler). Der Flurname St. Ottilien könnte auf eine abgegangene Kapelle hindeuten.

### Schutzgebiete
Dußlingen hat Anteil am Landschaftsschutzgebiet Rammert, an den FFH-Gebieten Rammert  und Albvorland bei Mössingen und Reutlingen sowie am Vogelschutzgebiet Mittlerer Rammert.

## Geschichte

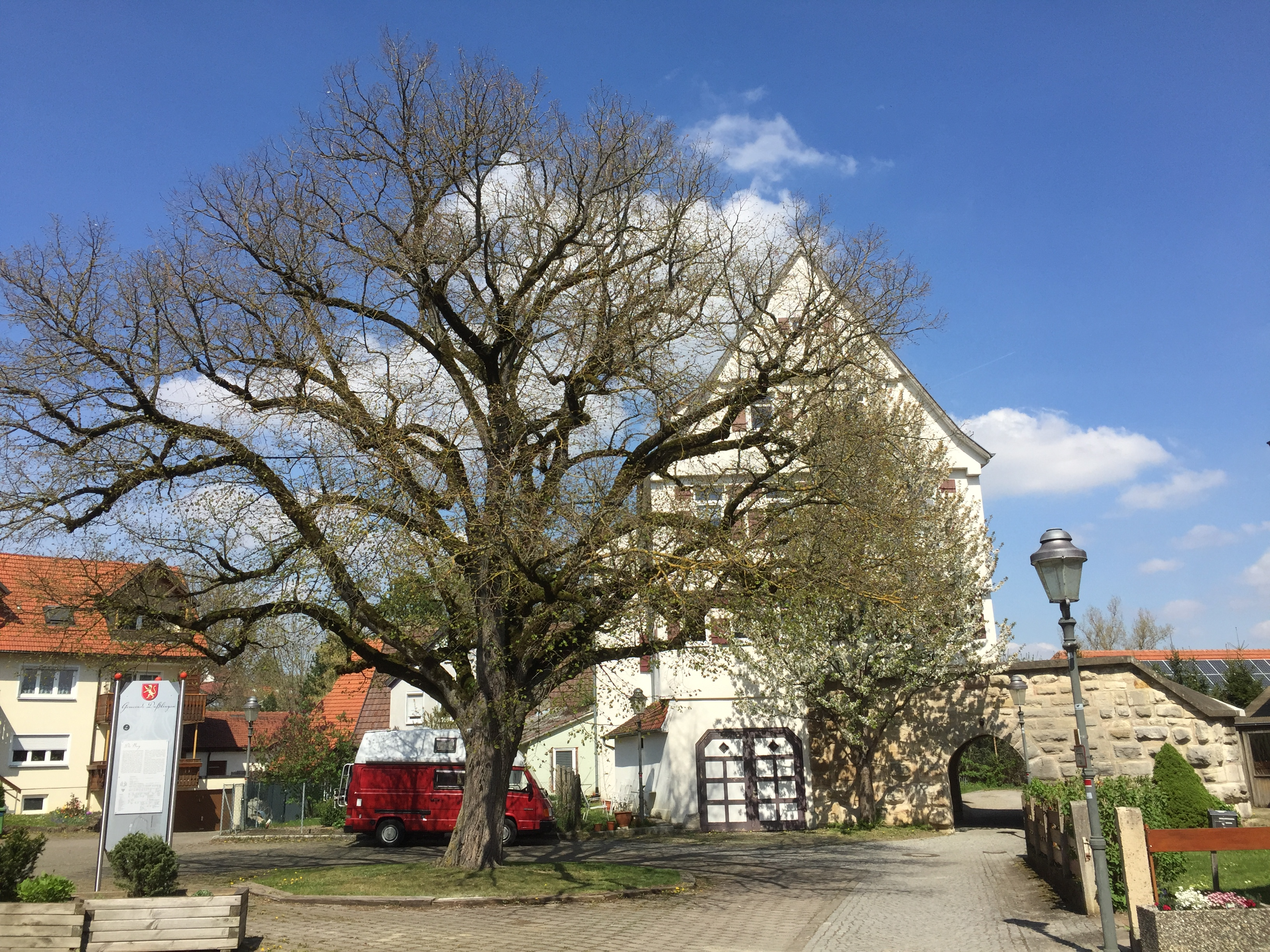
Das Naturdenkmal Schloßlinde vor der Burg Dußlingen

### Frühes und hohes Mittelalter
Dußlingen wurde erstmals im Jahre 888 als Tuzzilinga auf einer Urkunde von König Arnulf erwähnt. Jedoch ist eine durchgehende Besiedelung seit dem 7. Jahrhundert wahrscheinlich, da es einen alemannischen Grabfund aus jener Zeit gibt. Während der Zeit der Stammesherzogtümer lag der Ort im Herzogtum Schwaben.
In Dußlingen befindet sich die Ruine der Burg Dußlingen aus dem 13. Jahrhundert. Sie gehörte im Verlauf des Mittelalters den Herren von Dußlingen, welche zunächst Ministerialen der Pfalzgrafen von Tübingen waren. Der Ahnherr des Geschlechts, Diemo I. von Tußlingen, bedachte um 1100 das Kloster Hirsau. Die drei Söhne seines Enkels Diemo III. waren Stammväter dreier Linien, nämlich der Hauptlinie der Herter von Dußlingen, der Linie Herter von Schilteck sowie der Linie der Herter von Hertneck, letztere benannt nach der Burg Hertneck bei Ludwigsburg.

### Vom hohen zum späten Mittelalter
Seit 1266 führte das Ortsadelsgeschlecht den Beinamen Herter, was auf Lateinisch bisweilen mit Pastor beurkundet wurde. Während des Spätmittelalters konnten sich die Herter von Dußlingen, unter ihnen auch der Ritter Friedrich Herter, auf ihre Herrschaft im Steinlachtal und sonstigem Streubesitz im Umland stützen. Mit dem Niedergang der Pfalzgrafen von Tübingen und dem Aufstieg der Grafen von Württemberg gerieten die Herter jedoch zunehmend in Bedrängnis und verarmten, weshalb sich einige als Raubritter verdingten. So überfiel zum Beispiel 1392 Friedrich Herter von Hertneck einen Tross mit Rottenburger Kaufleuten. Er sperrte diese auf seiner Burg ein, um für deren Freilassung ein Lösegeld zu erpressen. Schließlich sahen sich Jakob und Hans Herter gezwungen, ihr Dorf Dußlingen 1447 an Württemberg zu verkaufen und württembergische Lehensleute zu werden. Der bedeutendste Spross des Geschlechts der Herter war Jakob Herters Sohn, der Feldhauptmann Wilhelm Herter von Hertneck, nach dem in Dußlingen die Wilhelm-Herter-Straße benannt ist. Das Geschlecht der Herter von Dußlingen ist schließlich 1614 mit Hans Christoph Herter ausgestorben. Das verfallene Schloss der Herter von Dußlingen wurde 100 Jahre später von der Gemeinde zum Rathaus umgebaut und ist seit 1949 wieder ein Wohnhaus.

### Württembergische Zeit
Nachdem Dußlingen an Württemberg verkauft worden war, wurde das Dorf dem Amt Tübingen unterstellt. Herzog Ulrich von Württemberg setzte 1534 in seinem Herzogtum Württemberg die Reformation durch, so dass auch in Dußlingen die 1504 erbaute Peterskirche und die Gemeinde evangelisch wurden.
Dußlingen lag an der Schweizer Straße, an deren Stelle heute die B 27 getreten ist. Die verkehrsgünstige Lage führte in den Kriegszeiten des 17. bis frühen 19. Jahrhunderts zu zahlreichen Truppendurchzügen verbunden mit Einquartierungen und Plünderungen. In dem württembergischen Dorf lebten zu der Zeit hauptsächlich Bauern mit kleinen Anwesen, einfache Handwerker und Tagelöhner mit kargem Auskommen.
Auch nach der Gründung des Königreichs Württemberg 1806 änderte sich zunächst nicht viel. Das Dorf gehörte weiterhin zum Oberamt Tübingen. Die hübsch anzusehende Sonntagskleidung der Mädchen aus Dußlingen gab die Vorlage zur Württemberger Tracht in Bildbänden über Volkstrachten, dürfte aber im Alltag für viele Mädchen tatsächlich unerschwinglich gewesen sein.
Mit dem Bau der Bahnstrecke Tübingen–Sigmaringen und dem damit 1867 erfolgten Anschluss an das Netz der Württembergischen Eisenbahnen begann für Dußlingen der allmähliche Einzug ins Industriezeitalter und damit für die Bewohner der Ausweg aus dem vielfach erlebten Teufelskreislauf aus Armut und Verschuldung. Es entstanden zahlreiche neue Arbeitsplätze, darunter auch in der von Robert Wörner gegründeten Brauerei, die sich aus der 1869 entstandenen Ausflugsgaststätte seines Schwiegervaters Johannes Renz entwickelte. Mit dem Tod von Robert Wörner endete 1918 auch die Geschichte der Brauerei am Ort.
Bei der Verwaltungsreform während der NS-Zeit in Württemberg gelangte Dußlingen 1938 zum erweiterten Landkreis Tübingen. In den letzten Monaten des Zweiten Weltkriegs mussten 700 Zwangsarbeiter unter unmenschlichen Bedingungen Ölschiefer auf dem Höhnisch abbauen. Im sogenannten Unternehmen Wüste sollte Treibstoff für die Fahrzeuge der Wehrmacht gewonnen werden, wozu es jedoch wegen des militärischen Zusammenbruchs nicht mehr kam.

### Nachkriegszeit
1945 wurde der Ort Teil der Französischen Besatzungszone und erfuhr somit die Zuordnung zum neu gegründeten Land Württemberg-Hohenzollern, welches 1952 als Regierungsbezirk Südwürttemberg-Hohenzollern im Land Baden-Württemberg aufging.

## Religion

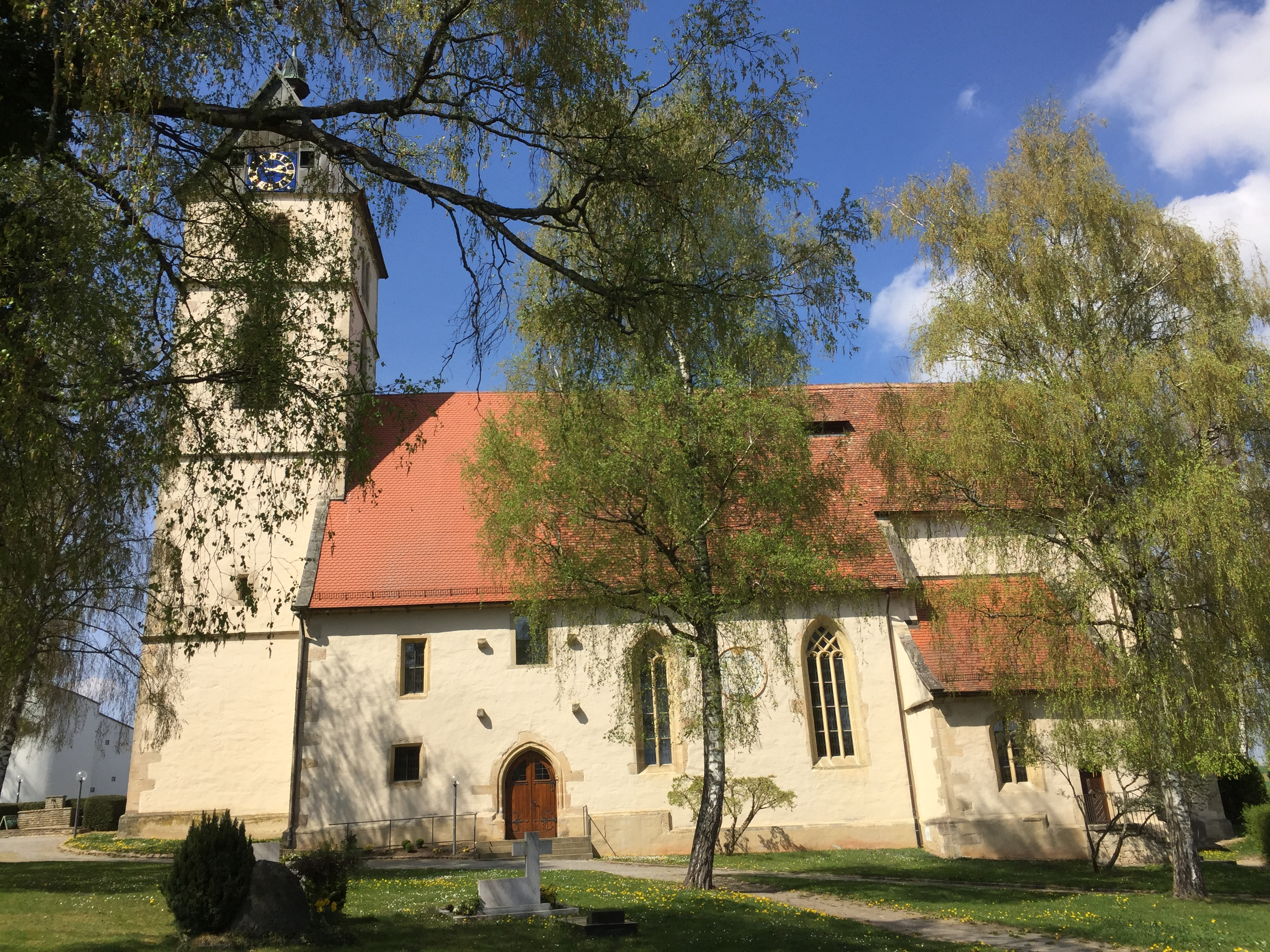
Evangelische Peterskirche

In Dußlingen gibt es in der evangelischen Kirchengemeinde (Kirchenbezirk Tübingen) von 1508 die Peterskirche und von 1937 das Gemeindehaus (Architekt Rudolf Behr; Rundfenster von Walter Kohler). Die katholische Kirche heißt St. Markus und St. Paulus. Ebenso ist die Neuapostolische Kirche mit einer Gemeinde ansässig.

## Politik

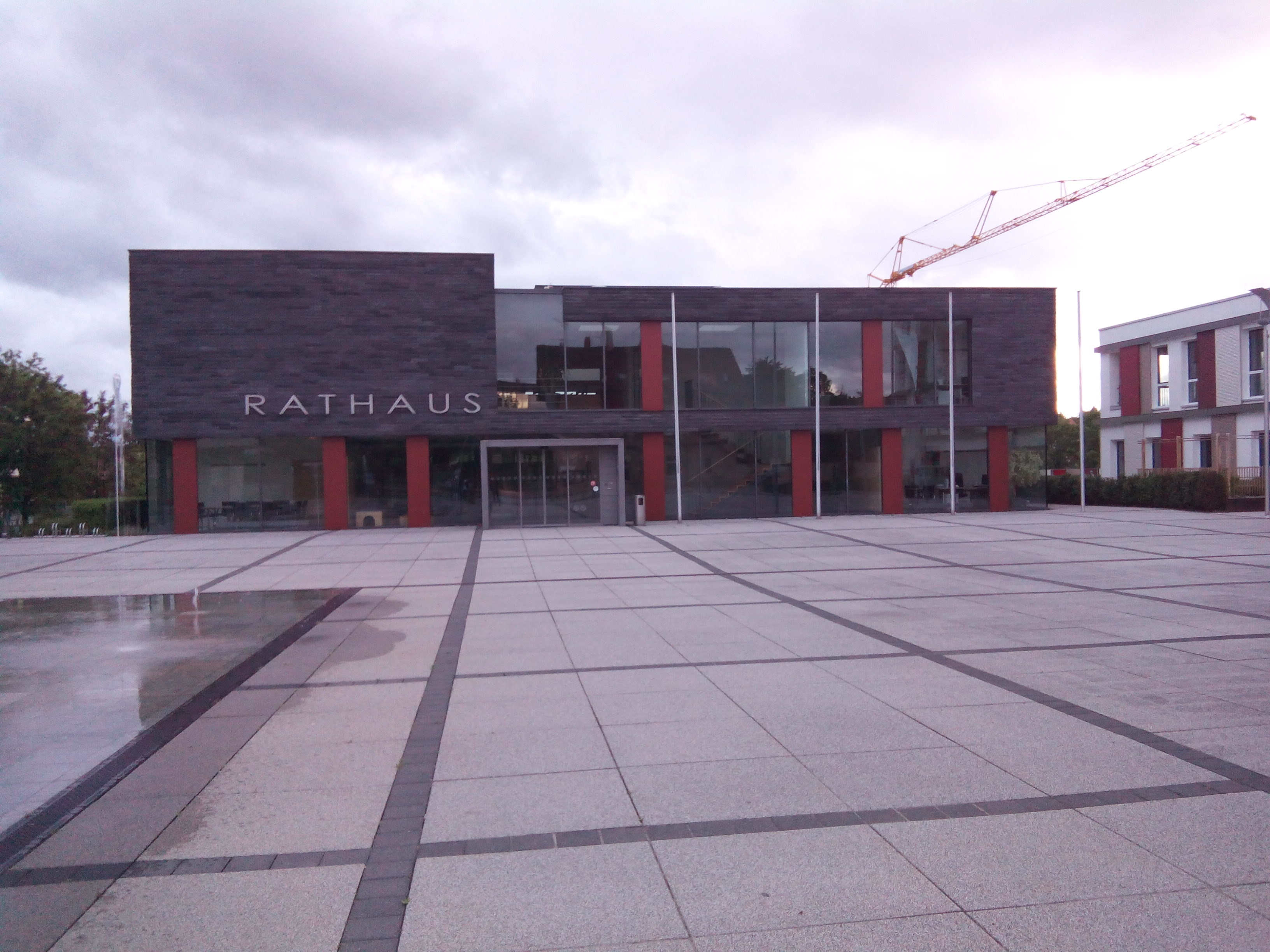
Rathaus Dußlingen

### Verwaltungsverband
Dußlingen ist, zusammen mit Gomaringen und Nehren, Mitglied im Gemeindeverwaltungsverband „Steinlach-Wiesaz“ mit Sitz in Gomaringen.

### Gemeinderat
Der Gemeinderat in Dußlingen besteht aus den 14 gewählten ehrenamtlichen Gemeinderäten und dem Bürgermeister als Vorsitzendem. Der Bürgermeister ist im Gemeinderat stimmberechtigt.
Die Kommunalwahl am 9. Juni 2024 führte zu folgendem Ergebnis.
| Gemeinderatswahl            | Stimmen | Sitze 2024 | Sitze 2019 |
| --------------------------- | ------- | ---------- | ---------- |
| Dußlinger Wählervereinigung | 31,52 % | 4          | 5          |
| Freie Wählervereinigung     | 32,77 % | 5          | 4          |
| CDU/Bürgerliche             | 13,07 % | 2          | 1          |
| SPD                         | 7,65 %  | 1          | 1          |
| Bündnis 90/Die Grünen       | 14,99 % | 2          | 3          |

### Bürgermeister
Im Mai 2019 wurde Amtsinhaber Thomas Hölsch mit 73,1 Prozent der abgegebenen Stimmen im Amt bestätigt.

### Städtepartnerschaften
- Mezzocorona in Italien, offiziell seit 20. Juli 2003

## Wirtschaft und Infrastruktur
Eine moderne Entwicklung der Gemeinde ergab sich erst allmählich nach dem 1867 erfolgten Bahnanschluss und sorgte im 20. Jahrhundert trotz der Rückschläge in Folge der beiden Weltkriege für einen stetigen wirtschaftlichen Aufstieg. Die Bahn ermöglichte es der Bevölkerung, zu den Arbeitsplätzen in benachbarte Städte zu fahren und förderte auch die Wirtschaft vor Ort. Aus dem traditionellen Gewerbe des Mühlenbaus entstanden Fabriken für den modernen Maschinenbau. Auch im Bereich der chemischen Industrie, insbesondere der Kunststoffverarbeitung, ergaben sich Industrieansiedlungen. Die zunehmende Kaufkraft belebte die zahlreichen Handwerks-, Handels- und Dienstleistungsbetriebe am Ort.

### Gewerbegebiete
- Gewerbegebiet Maltschach
- Gewerbegebiet Staffelbrunnenwiesen
- Gewerbegebiet Steinlachwasen
- Industrie- und Gewerbegebiet Im Steinig

### Verkehr

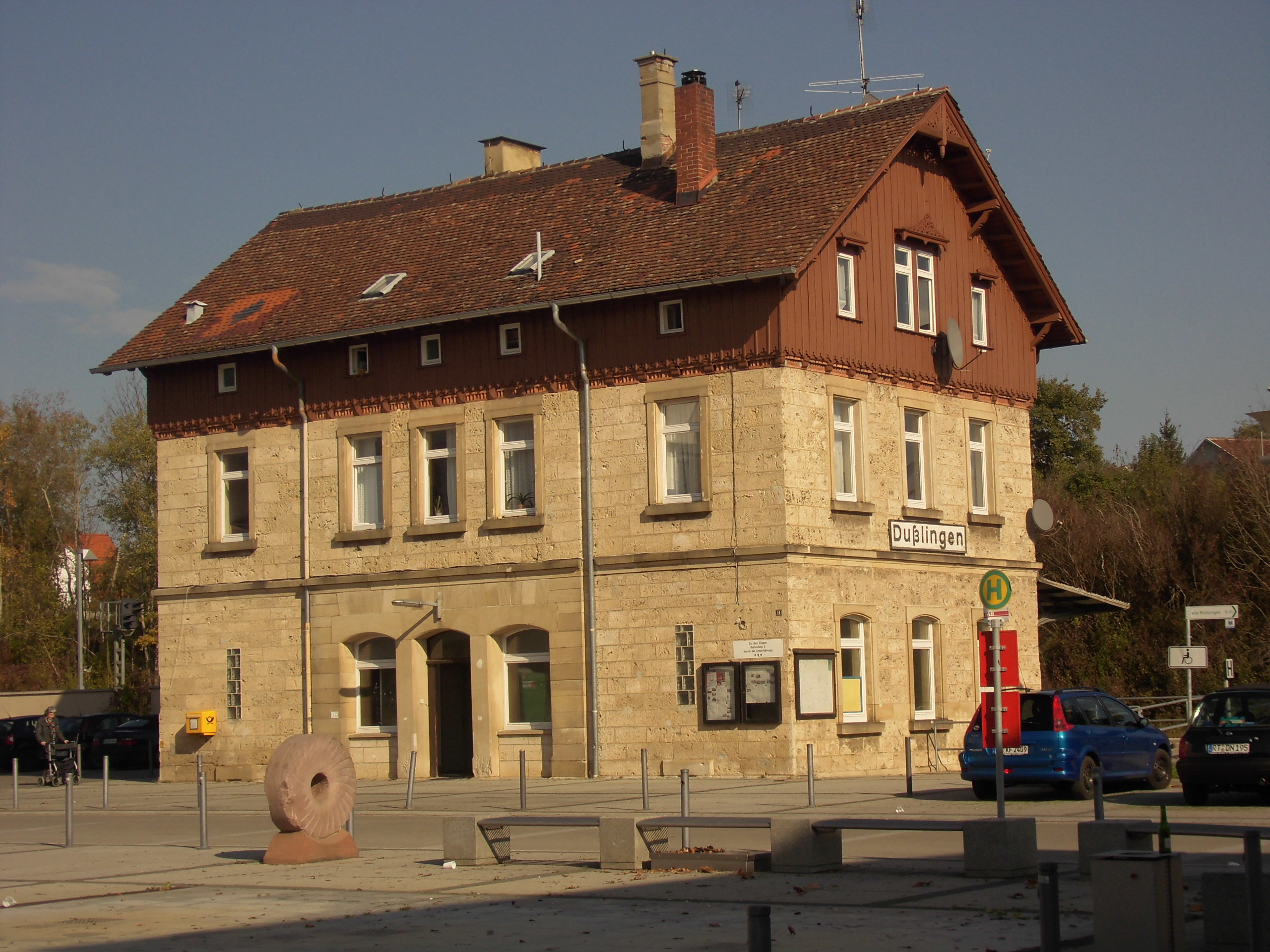
Bahnhof Dußlingen

In Nord-Süd-Richtung verläuft die Bundesstraße 27 durch das Gemeindegebiet. Die Landesstraße 385 verbindet die Gemeinde mit Reutlingen. Zwischen 2009 und 2014 wurde die B 27 in Dußlingen vierspurig ausgebaut und in zwei Tunnel-Röhren eingehaust.
Dußlingen ist Bahnhof der Zollernalbbahn Tübingen–Sigmaringen–Aulendorf.
Der öffentliche Nahverkehr wird durch den Verkehrsverbund Neckar-Alb-Donau (naldo) erbracht. Die Gemeinde befindet sich in der Wabe 113.

### Bildung
- Anne-Frank-Schule (Grund- und Hauptschule)
- Karl-von-Frisch-Gymnasium
- Merian-Gemeinschaftsschule
- Freie Evangelische Realschule Dußlingen

### Wasserversorgung
Die Trinkwasserversorgung für die Gemeinde wird vom Zweckverband Steinlach-Wasserversorgung wahrgenommen. Das Trinkwasser stammt zu 60 Prozent aus Eigenwasser vom Wasserwerk Tübingen-Kilchberg und zu 40 Prozent aus Bezug von der Bodensee-Wasserversorgung. Der Zweckverband Steinlach-Wasserversorgung wurde 1919 durch die Gemeinden Dußlingen, Mössingen, Nehren und Ofterdingen, die auch heute noch Verbandsmitglieder sind, gegründet. Die erste Wasserfassung entstand als Galeriebrunnen auf Mössinger Gemarkung und versorgte bis 1947 alle Gemeinden.

### Abwasserentsorgung
Die Entsorgung des Abwassers erfolgt in Zusammenarbeit mit dem Abwasserverband Steinlach-Wiesaz. Dem Verband gehören neben Dußlingen die Gemeinden Gomaringen, Nehren, Sonnenbühl, Ofterdingen sowie die Städte Mössingen und Reutlingen an. Die gemeinsame Kläranlage steht auf Gemarkung Dußlingen.

### Abfallentsorgung
Die Abfallentsorgung erfolgt durch den Abfallwirtschaftsbetrieb des Landkreises Tübingen.

## Persönlichkeiten

### Söhne und Töchter der Gemeinde
- Friedrich Herter von Dußlingen (1314–1359), schwäbischer Ritter
- Johannes Fabri (1571–1620), Arzt und Professor an der Universität Tübingen
- Martin Vollmer, geboren in Dußlingen 22. Juni 1869, dort gestorben 30. Januar 1954; Oberlehrer, Lyriker[11]

### Persönlichkeiten, die im Ort gewirkt haben
- Sigmund Herter von Herteneck, Obervogt der Grafschaft Zollern und der Herrschaft Haigerloch
- Wilhelm Herter von Hertneck (1424–1477), Ritter
- Wolfgang Däubler (* 1939), Rechtswissenschaftler, lebt in Dußlingen.
- Herta Däubler-Gmelin (* 1943), Juristin und Politikerin (SPD). lebt in Dußlingen
- Werner Raupp (* 1955), Historiker
- Thomas Leon Heck (* 1957), Antiquar und Verleger